# Josef von Matt (Politiker)
Josef von Matt (auch Joseph von Matt) (* 4. März 1847 in Stans; † 15. Juni 1920 ebenda) war ein Schweizer Politiker. Von 1901 bis 1910 gehörte er als Vertreter der Konservativen dem Regierungsrat des Kantons Nidwalden an.

## Leben
Josef von Matt wurde in Stans als dritter Sohn des Buchhändlers und Ratsherren Kaspar (auch Caspar) von Matt und der Aloisia Lussi geboren. Er besuchte in Stans die Grundschule und die Sekundarschule. Nach der Schulzeit wurde von Matt Buchbinder im Familienbetrieb Druckerei von Matt. Um sein Handwerk und sein Wissen über Bücher zu verbessern, ging er nach Leipzig. Nebst seiner Arbeit als Buchbinder war von Matt Zeichnenlehrer an der Stanser Zeichnenschule. In späteren Jahren war Josef von Matt Mitglied und zeitweise Präsident der Zeichnenschulekommission.
Als wissenshungriger und reisefreudiger Mensch besuchte Josef von Matt sowohl die Weltausstellung 1873 in Wien wie auch die Weltausstellung Paris 1878. Spätere Reisen führten ins Rheinland, nach Belgien und nach Italien.
Seine Familie war im Buchhandel, im Verlegergeschäft (Nidwaldner Volksblatt) und in der Politik tätig. Sein Bruder Hans von Matt war Nationalrat. Wie viele andere von Matt stieg daher auch Josef von Matt in die Politik ein. Mit dreissig Jahren wurde er Vermittlungsgerichtsschreiber. Auf lokaler Ebene war von Matt 1883 bis 1890 Gemeinderat von Stans, zudem im Armenrat sowie Kirchenrat und Kirchmeier (Präsident des Kirchenrats).
Auf kantonaler Ebene war Josef von Matt von 1883 bis 1889 Mitglied des Kantonsgerichts und von 1889 bis 1901 sogar Kantonsgerichtspräsident. Ausserdem war Josef von Matt Verhörrichter und zwischen 1910 und 1913 Mitglied des Obergerichts. Für kurze Zeit (1889/1890) war er Ratsherr im Landrat. An der Landsgemeinde von 1901 wurde von Matt in den Regierungsrat gewählt. In der Nidwaldner Regierung war er als Baudirektor fürs Bauwesen zuständig.
Josef von Matt heiratete am 19. Juni 1871 die aus Lungern stammende Katharina Britschgi. Aus dieser Ehe stammen drei Kinder (zwei Töchter und ein Sohn). Die Zweitgeborene Elisabetha wurde Nonne im Kloster von Menzingen ZG. Der einzige Sohn Karl war Anwalt. Zwischen 1887 und seinem Tod war Josef von Matt Verwaltungsrat der Nidwaldner Kantonalbank. Ab 1909 war von Matt Präsident des Bankrates und 1898 bis 1920 Mitglied der Brandversicherungsanstalt und ab 1904 deren Präsident. Josef von Matt war auch Vorstand und zeitweise Vizepräsident der Handwerker- und Gewerbekommission.

## Quelle
- Altes Stammbuch. Band X, von Matt/Vonmatt, 79 (Seite 29).